# Elomeryx
Elomeryx es un género extinto de ungulados artiodáctilos, uno de los más antiguos conocido de la familia Anthracotheriidae. Este género estaba muy extendido. Originariamente vivían en Asia durante el Eoceno medio, y posteriormente en Europa a finales del Eoceno, antes de extenderse a América del Norte en el Oligoceno inferior.
Eran animales de 1,50 m de longitud con  pequeños colmillos que utilizaba para arrancar las plantas, y los incisivos en forma de cuchara ideales para arrancar plantas acuáticas. Elomeryx tenía cinco dedos en las patas posteriores y cuatro dedos en la patas delanteras, con grandes pies que le permitían caminar fácilmente en el barro blando. Su peso estimado rondaba los 500 kg.